# 田中均
田中均（1947年1月15日—）是一名知名日本外交官，現任公益財團法人日本國際交流協會研究員、東京大学大学院公共政策学連携研究部特任教授、株式会社日本綜合研究所國際戰略研究所理事長。曾經擔任駐三藩市總領事、外務省經濟局局長、外務省亞洲大洋洲局局長、外務審議官。出生於京都府京都市，父親是雙日商社第一任會長田中正一。就讀府立洛北高校，1969年畢業於京都大学法学部並且進入外務省工作，1972年在牛津大学取得政治經濟學碩士。
他是安倍晉三外交政策重要一員，長期負責日美談判的，全力推進日本加入TPP，視TPP為日本大展宏圖的關鍵，以日本政壇不常見的強硬姿態，頂住農業游說團體壓力，稱TPP「也關乎於我們的安全……長期來看，它有非常高戰略價值。」